# Lubi auk
Lubi auk, auch Lubjaauk, ist ein natürlicher See in der Landgemeinde Saaremaa im Kreis Saare auf der größten estnischen Insel Saaremaa. Der See liegt auf der Halbinsel Muraja poolsaar im Kahtla-Kübassaare hoiuala.
Der See ist 300 Meter lang, 150 Meter breit und 4,9 Hektar groß.